# Marszczelec pierścieniowy
Marszczelec pierścieniowy (Siphonops annulatus) – gatunek płaza beznogiego z rodziny Siphonopidae.

## Występowanie
Kolumbia, Wenezuela, Brazylia, Ekwador, Peru, Boliwia, skrajnie północno-wschodnia Argentyna (prowincja Misiones). W niektórych źródłach błędnie podawana jest obecność płaza w Gujanie Francuskiej. Podmokłe tereny w lasach tropikalnych w pobliżu wód oraz środowiska antropogeniczne (ogrody, plantacje i inne). Żyje w glebie, w której ryje korytarze do głębokości 20 cm, lub przebywa pod grubą warstwą ściółki.

## Opis
Dorasta do 40 cm długości. Ciało silnie wydłużone o średnicy około 1,5 cm, pozbawione kończyn i ogona. Powierzchnie ciała pokrywają poprzecznie głębokie bruzdy tworzące regularne pierścienie w liczbie 85–95. Na żuchwie tylko 1 rząd zębów. Oczy lepiej wykształcone niż u innych marszczelcowatych. Czułki dotykowe położone w pobliżu oczu.
Ubarwienie ciemnografitowe lub niebieskoszare o stalowym połysku, bruzdy białawe i dobrze widoczne.

## Odżywianie
Żywi się bezkręgowcami.

## Rozród
Zapłodnienie wewnętrzne. Samica składa około 5 jaj w ziemi, w wygrzebanych przez siebie jamkach. Jaja są owalne o średnicy 8,5–10 mm i sklejone ze sobą lepką substancją. Samica pozostaje owinięta wokół jaj aż do wylęgu kijanek.